# Chrysolina stachydis
Chrysolina stachydis é uma espécie de artrópode pertencente à família Chrysomelidae.